# Monay
Monay ist eine französische Gemeinde mit 124 Einwohnern (Stand 1. Januar 2022) im Département Jura in der Region Bourgogne-Franche-Comté. Sie gehört zum Arrondissement Dole und zum Kanton Bletterans. 
Die Nachbargemeinden sind Bersaillin im Norden, Darbonnay im Osten, Toulouse-le-Château im Süden und Sellières im Westen. Im Gemeindegebiet entspringt das Flüsschen Bief d’Ainson.

## Bevölkerungsentwicklung
| Jahr                       | 1962 | 1968 | 1975 | 1982 | 1990 | 1999 | 2008 | 2017 |
| -------------------------- | ---- | ---- | ---- | ---- | ---- | ---- | ---- | ---- |
| Einwohner                  | 92   | 102  | 82   | 101  | 124  | 130  | 144  | 124  |
| Quellen: Cassini und INSEE |      |      |      |      |      |      |      |      |

## Wirtschaft
Die Rebflächen in Monay sind Teil des Weinbaugebietes Côtes du Jura.